# The Unraveling
The Unraveling ist das Debütalbum der US-amerikanischen Punk-Rock-Band Rise Against, welches am 24. April 2001, unter dem Label von Fat Wreck Chords, veröffentlicht wurde.
Unter der Leitung des Produzenten Mass Giorgini wurde das Album in den Sonic Iguana Studios in Lafayette, Indiana, im Dezember 2000 produziert.
Es ist das einzige Rise Against Studioalbum, in dem der Sänger Tim McIlrath nicht Gitarre spielt.

## Hintergrund
Rise Against existierte vor den Aufnahmen schon über ein Jahr als eine lokale Chicagoer Band unter dem Namen „Transistor Revolt“. Unter diesem Namen veröffentlichten sie bereits zuvor ein Demo-Album.Transistor Revolt, bevor sie ihren Namen in Rise Against änderten. Kurz nach der Veröffentlichung des Demo-Albums verließ der Drummer Tony Tintari die Band, und Rise Against ersetzte ihn durch Brandon Barnes.
Das Demo-Album machte das Punk-Label Fat Wreck Chords auf Rise Against aufmerksam, welches später die Band unter Vertrag nahm. The Unraveling wurde im Dezember 2000 aufgenommen. Dabei wurde auch Material von Transistor Revolt verwendet.

## Titelliste
| #  | Titel                              |      |
| -- | ---------------------------------- | ---- |
| 1  | Alive and Well                     | 2:06 |
| 2  | My Life Inside Your Heart          | 3:02 |
| 3  | Great Awakening                    | 1:35 |
| 4  | Six Ways 'Til Sunday               | 2:36 |
| 5  | 401 Kill                           | 3:19 |
| 6  | The Art of Losing                  | 1:50 |
| 7  | Remains of Summer Memories         | 1:17 |
| 8  | The Unraveling                     | 3:12 |
| 9  | Reception Fades                    | 2:10 |
| 10 | Stained Glass and Marble           | 1:36 |
| 11 | Everchanging                       | 3:47 |
| 12 | Sometimes Selling Out Is Giving Up | 1:09 |
| 13 | 3 Day Weekend                      | 1:03 |
| 14 | 1000 Good Intentions               | 3:07 |
| 15 | Weight of Time                     | 2:00 |
| 16 | Faint Resemblance                  | 2:51 |